# Dorfkirche Kläden (Bismark)

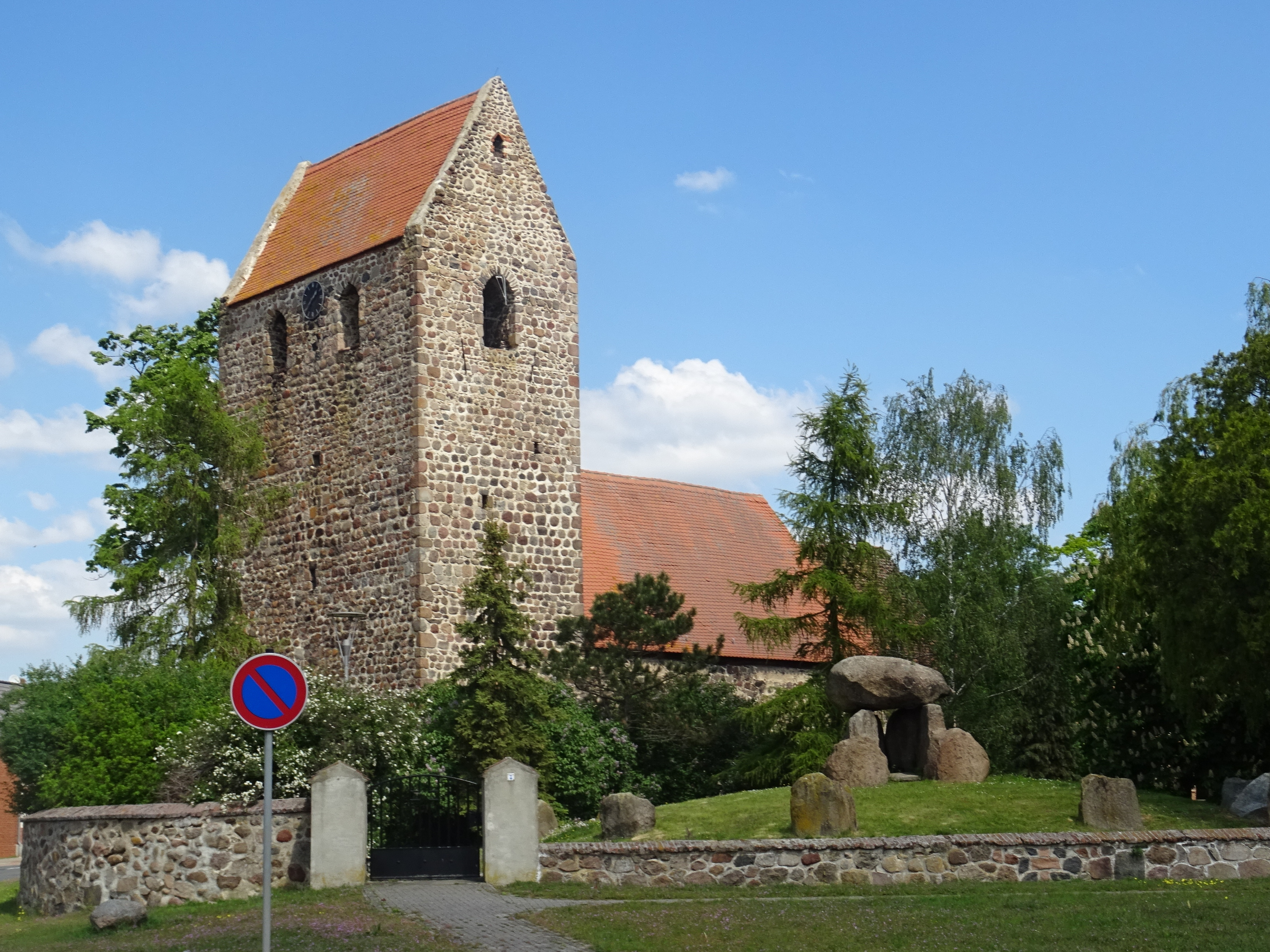
Dorfkirche Kläden

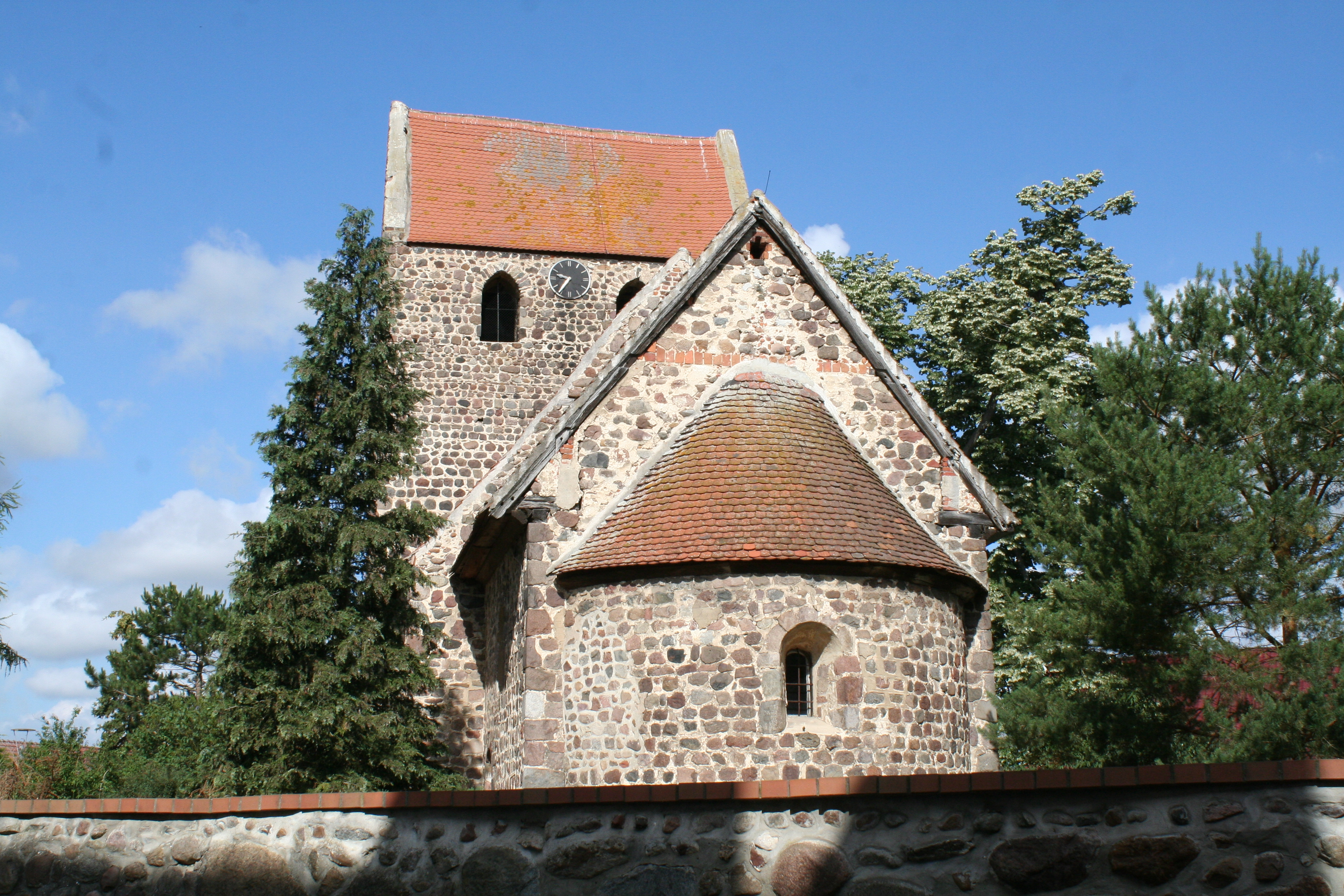
Ostansicht

Die evangelische Dorfkirche Kläden ist eine romanische Saalkirche im Ortsteil Kläden von Bismark im Landkreis Stendal in Sachsen-Anhalt. Sie gehört zum Pfarrbereich Kläden im Kirchenkreis Stendal der Evangelischen Kirche in Mitteldeutschland.

## Geschichte und Architektur
Die Kirche ist eine stattliche vollständige Anlage einer romanischen Dorfkirche in Feldstein vom Ende des 12. Jahrhunderts, die inmitten des Dorfangers gelegen ist. Der Dachstuhl wurde dendrochronologisch auf 1205 (d) datiert. Der Turm wurde vermutlich gegen Ende des 13. Jahrhunderts erhöht, die Fenster 1771 vergrößert und ein äußerer Aufgang zur Patronatsloge auf der Südseite angebaut. Um 1970 wurde dieser Aufgang wieder entfernt und ein romanisches Fenster rekonstruiert; in den Jahren 1986–1992 erfolgte eine umfangreiche Restaurierung.
Die Kirche ist ein Bauwerk aus Feldstein, das aus dem Schiff, dem eingezogenen Chor mit Apsis und dem etwas breiteren Westquerturm mit Satteldach besteht. An der Apsis und an den Schiffsseiten ist jeweils noch eine romanische Fensteröffnung erhalten, ansonsten wurden die Fenster vermutlich um 1771 vergrößert. An der Südseite ist noch ein abgestuftes Rundbogenportal mit Kämpfergesimsen aus Sandstein erhalten, am Westturm ist ein vermutlich während der Barockzeit erhöhtes Rundbogenportal angeordnet. Am Turm sind rundbogige Schallöffnungen eingebracht. 
Das Innere ist komplett eingewölbt. Im Schiff entsteht durch ein auf Wandpfeilern aufsitzendes Längstonnengewölbe mit bis zur Scheitelhöhe einschneidenden Stichkappen der Eindruck eines dreijochigen kreuzgratgewölbten Raumes. Der Chor ist mit einem kuppeligen Kreuzgratgewölbe geschlossen. Das Schiff ist zum Turm durch einen mächtigen Rundbogen geöffnet, der sich in dem sehr schmalen Turmraum mit einem Längstonnengewölbe mit Stichkappen fortsetzt. Das Turmobergeschoss ist mit einem querliegenden Tonnengewölbe geschlossen. Die Turmobergeschosse werden über eine Treppenanlage in der südlichen Feldsteinmauer des Turms von der Orgelempore erschlossen.

## Ausstattung
Die reiche einheitliche Ausstattung von 1771 wurde um 1960 durch Entfernung des nördlichen Teils der ursprünglich dreiseitigen Empore beeinträchtigt. Der Kanzelaltar mit den seitlichen Durchgängen und einem Aufbau mit übereck gestellten Säulen und Pilastern, welche den Kanzelkorb rahmen, ist jedoch erhalten geblieben. Das Gesims des Altars trägt den Schalldeckel, der mit den Stifterwappen derer von Jeetze und von Lattorf besetzt ist, der gesamte Aufbau ist mit reich geschnitzten Ornamenten versehen. Der Taufstein in Kelchform ist in Sandstein ausgeführt. Die westliche Orgelempore ist über die südliche Empore mit dem Herrschaftsstand im Südosten verbunden, der von den mit Akanthuswerk umrankten Patronatswappen der vorgenannten Familien bekrönt ist.
Sechs hölzerne Apostelfiguren vom Ende des 15. Jahrhunderts in einem nicht zugehörigen Schrein werden in einem Depot aufbewahrt. Eine geschnitzte Mosesfigur, die einst den Kanzelfuß bildete, stammt aus dem 17. Jahrhundert.
Die Ausstattung wird durch mehrere, teils sehr prachtvolle Grabdenkmäler und Epitaphe der ehemaligen Gutsherrschaft aus dem 16. bis 19. Jahrhundert vervollständigt, darunter das Renaissance-Epitaph des Caspar von Kläden († 1604) aus Sandstein mit einem architektonischen, das nördliche barocke Chorfenster mit einbeziehenden Aufbau. Davor sind links die männlichen, rechts die weiblichen Familienmitglieder dargestellt. Reliefs im Aufsatz zeigen die Aufrichtung der Ehernen Schlange und die Opferung Isaaks.
An der Südwand des Chores befindet sich das reich verzierte Marmorepitaph für Hans Friedrich Wilhelm von Lattorf († 1767) und seine zweite Frau Johanna von der Marwitz († 1761). Es zeigt über einer großen Inschrifttafel einen geschwungenen Volutengiebel mit zwei weiblichen allegorischen Figuren und einer palmenartig aufsteigenden Bekrönung mit Putten, welche die gemalten Brustbilder der Verstorbenen halten. An der nördlichen Chorwand befindet sich die Grabplatte des Christoph von Kläden († 1597) mit dem Relief des Verstorbenen. Ähnlich aufgebaut ist das Epitaph für Christoph von Jeetze († 1745) an der Nordwand des Schiffs.